# Liste der Kulturdenkmale in Wesenberg (Holstein)
In der Liste der Kulturdenkmale in Wesenberg sind alle Kulturdenkmale der schleswig-holsteinischen Gemeinde Wesenberg (Kreis Stormarn) und ihrer Ortsteile aufgelistet (Stand: 10. März 2025).

## Legende
In den Spalten befinden sich folgende Informationen:
- Objekt-ID: die Nummer des Kulturdenkmales
- Lage: die Adresse des Kulturdenkmales und die geographischen Koordinaten. Kartenansicht, um Koordinaten zu setzen. In der Kartenansicht sind Kulturdenkmale ohne Koordinaten mit einem roten Marker dargestellt und können in der Karte gesetzt werden. Kulturdenkmale ohne Bild sind mit einem blauen Marker gekennzeichnet, Kulturdenkmale mit Bild mit einem grünen Marker.
- Offizielle Bezeichnung: Bezeichnung des Kulturdenkmales
- Beschreibung: die Beschreibung des Kulturdenkmales
- Bild: ein Bild des Kulturdenkmales

## Bauliche Anlagen
| Objekt-ID     | Lage                                              | Offizielle Bezeichnung        | Beschreibung | Bild            |
| ------------- | ------------------------------------------------- | ----------------------------- | --- | --------------- |
| 3565 Wikidata | Dorfstraße 37 (53° 50′ 20″ N, 10° 33′ 16″ O)      | Fachhallenhaus („Hof Tandem“) | Alteintragung (Aktualisierung vorgesehen) - Begründung: geschichtlich, städtebaulich - Schutzumfang: gesamtes Objekt - Denkmaltyp: Bauliche Anlage | BW              |
| 6461 Wikidata | Fliegenfelde 7 (53° 51′ 1″ N, 10° 32′ 28″ O)      | Fachhallenhaus                | Wohn- und Wirtschaftsgebäude; im Kern wohl 17. Jh., im 19. Jh. verändert; giebelständiger Baukörper mit mächtigem Walmdach, auf der Ostseite zweigeschossiger Eingangsrisalit aus der Zeit um 1890 - Begründung: geschichtlich, Kulturlandschaft prägend - Schutzumfang: gesamtes Objekt - Denkmaltyp: Bauliche Anlage | BW              |
| 7286 Wikidata | Nordseite der B 75 (53° 49′ 53″ N, 10° 32′ 10″ O) | Meilenstein                   | Vollmeilenstein der Altona-Lübecker Chaussee. Entfernungsangabe Südwestseite: Altona 8 M(eilen = ca. 60 km) Nordostseite: Lübeck 1½ M(eilen = ca. 11 km). Auf der Vorderseite eingemeißeltes Königsmonogramm Christian VIII. und Jahreszahl 1840. Alteintragung (Aktualisierung vorgesehen) - Begründung: geschichtlich, wissenschaftlich, Kulturlandschaft prägend - Schutzumfang: gesamtes Objekt - Denkmaltyp: Bauliche Anlage | Fotos hochladen |